# OnePlus 7T
Das OnePlus 7T und 7T Pro sind Android-basierte Smartphones von OnePlus. Das 7T wurde am 26. September 2019 und das 7T Pro am 10. Oktober 2019 vorgestellt. Wie auch beim Vorgänger 6T gibt es beim 7T Pro eine  McLaren-Edition.

## Spezifikationen

### Design
Das Design des 7T und 7T Pro ähnelt dem des Vorgängers, mit einem eloxierten Aluminiumrahmen und Gorilla-Glas auf Vorder- und Rückseite. Der Bildschirm nimmt 86,5 % der Frontfläche des 7T ein. Ein kleiner Notch oben am Telefon beinhaltet die Frontkamera. Das Kameramodul auf der Rückseite ist kreisförmig. Das 7T ist in den Farben „Frosted Silver“ und „Glacial Blue“ erhältlich.

### Hardware
Das OnePlus 7T ist mit dem Qualcomm Snapdragon 855+ Chipsatz ausgestattet. Es hat 128 Gigabyte (nicht erweiterbaren) internen Speicher und 8 Gigabyte LPDDR4X-Arbeitsspeicher. Der AMOLED-Bildschirm hat eine Bildschirmdiagonale von 166,4 mm und eine Auflösung von 1080 × 2400 Bildpunkten, was einem Seitenverhältnis von 20:9 entspricht. Das 7T hat Stereolautsprecher mit aktiver Geräuschunterdrückung. Einen 3,5-mm-Klinkenanschluss hat das Gerät nicht. Das 7T hat einen Akku mit einer Kapazität von 3800 mAh. Strom- und Datenverbindungen werden über den USB-C-Anschluss bereitgestellt. Schnellladung wird mit 30 W unterstützt. Zu den biometrischen Optionen gehören ein optischer Fingerabdrucksensor (unter dem Bildschirm) und eine Gesichtserkennung.

### Kamera
Für die vordere Kamera wird ein 1/2,3-Zoll-Sensor mit einer Auflösung von 16 MP verwendet. Auf der Rückseite ist eine Kamera mit Weitwinkelobjektiv, einem Teleobjektiv (Zoom) und einem Ultraweitwinkelobjektiv eingebaut. Das primäre Weitwinkelobjektiv ist mit einem 48-MP-Sensor verbunden, während für das Ultraweit-Objektiv ein 16-MP-Sensor und für das Teleobjektiv ein 12-MP-Sensor verwendet wird. Es ist möglich, Zeitlupen-Videos mit 720 p bei 960 Bildern pro Sekunde aufzunehmen. Der Laser-Autofokus wurde auf die linke Seite der Kamera verlagert. Es wurde ein neuer Makromodus entwickelt, mit dem Benutzer Fotos aus einer Entfernung von bis zu 2,5 cm zum Motiv aufnehmen können.

### Software
Das 7T läuft mit dem Betriebssystem OxygenOS 10, welches auf Android 10 basiert. Ein Update auf OxygenOS 11, welches auf Android 11 basiert, ist seit April 2021 verfügbar. Anfang 2023 wurde ein Update auf OxygenOS 12 bzw. Android 12 veröffentlicht und der offizielle Software-Support eingestellt.